# Afrodísias de Cària
|  | «Afrodísias» redirigeix aquí. Vegeu-ne altres significats a «Afrodísias (desambiguació)». |

Afrodísias (en grec antic: Ἀφροδισιάς, llatí: Aphrodisias) fou una ciutat de Cària a la frontera amb Frígia, a la vora del riu Orsinos, a uns 10 km al sud d'Antioquia del Meandre. Les seves ruïnes es conserven vora la vila de Geyre, a la província d'Aydın (Turquia).

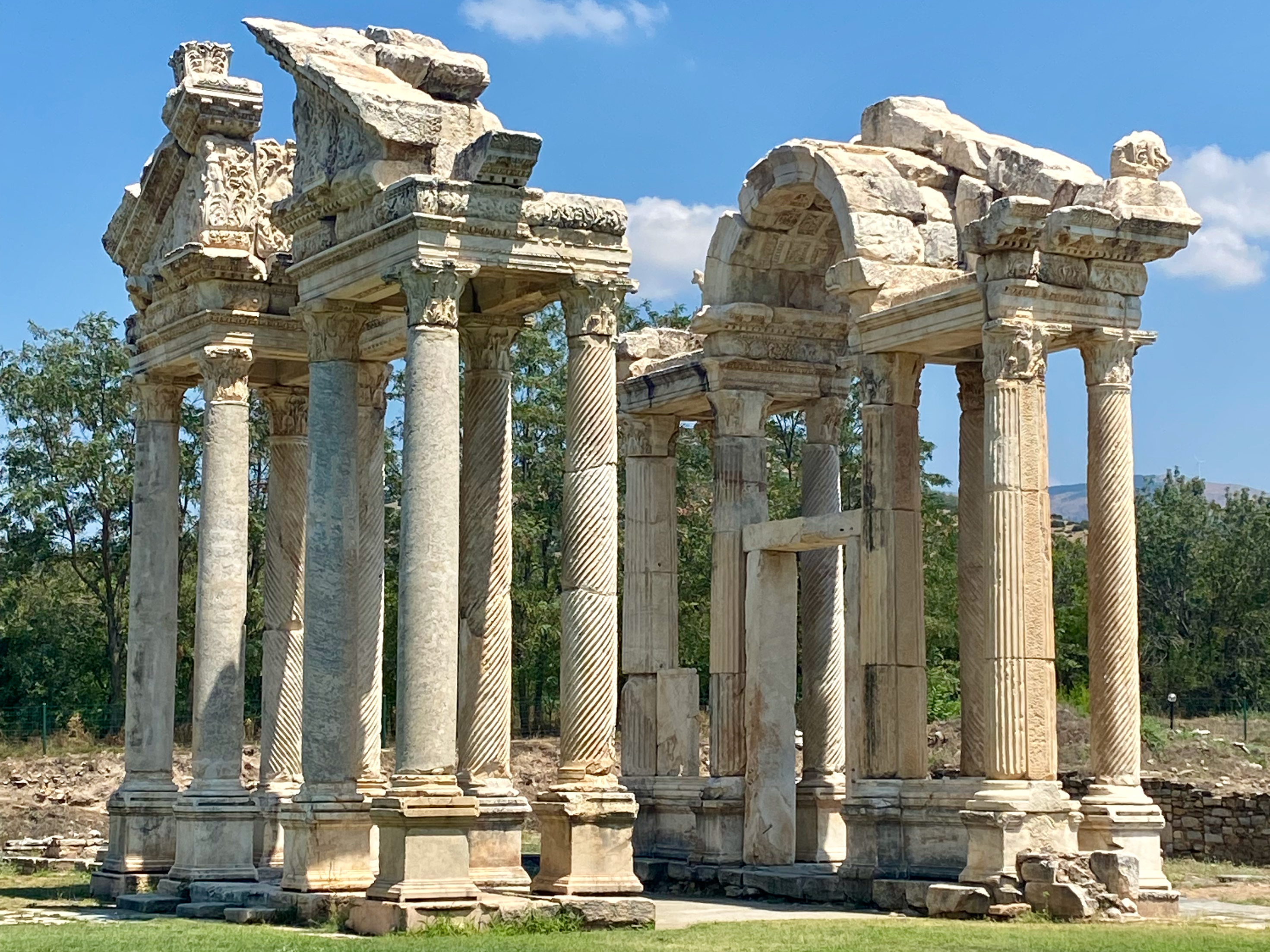
Tetràpilon a Afrodísias

Segons el mite, recollit per Esteve de Bizanci, fou la primera ciutat dels lèleges, i es va anomenar també Megalòpolis i Ninos abans de dir-se Afrodísias. Estrabó diu que era a Frígia, però Plini el Vell la situa a Cària i fou, sota domini romà, una ciutat lliure que havia obtingut de Juli Cèsar un dret de donar asil, que era utilitzat per molts grecs.
El jaciment arqueològic fou reconegut, el juliol de 2017, com a Patrimoni de la Humanitat per la UNESCO.